# Bryan Trottier
Bryan John Trottier (nacido el 17 de julio de 1956) es un centro de hockey sobre hielo profesional jubilado canadiense que jugó 18 temporadas en la Liga Nacional de Hockey (NHL) para los New York Islanders y los Pittsburgh Penguins. Ganó cuatro Copas Stanley con los Islanders, dos con los Penguins y uno como entrenador asistente con los Colorado Avalanche.
El 4 de agosto de 2014, Trottier fue contratado como entrenador asistente de los Buffalo Sabres.